# +Gente
+Gente fue un programa de televisión emitido en La Primera de Televisión Española emitido en horario de tarde desde el 12 de septiembre de 2011. El programa tuvo dos etapas: la primera, desde su primera emisión hasta el 29 de junio de 2012, con Pilar García Muñiz, José Ángel Leiras, María Avizanda y Alberto Herrera; y la segunda, desde el 10 de septiembre de 2012, con Anne Igartiburu y Roi Groba. El 25 de abril de 2013 se anunció su cancelación debida a los discretos índices de audiencia, por lo que el último programa se emitió el 17 de mayo de 2013.

## Formato y estructura
En su primera etapa, el magacín vespertino contaba con conexiones en directo, reportajes de actualidad, sucesos, crónica social y el archivo de RTVE. El programa estructuraba sus noticias en tres bloques: la actualidad del día, mediante vídeos y conexiones en directo; en el apartado de sociedad se enmarcaban historias de superación, personajes del día, moda o gastronomía como reclamo turístico o hecho diferencial entre comunidades o culturas. fue una gran fusión de los programas vespertinos de tve, Gente y España Directo.
La segunda etapa mantuvo gran parte de los contenidos de la primera, aunque se añadieron tertulias de corazón, debate, cocina, música, humor y entrevistas. Al principio duraba dos horas y media aproximadamente, aunque se redujo una hora debido al estreno de Tenemos que hablar.

### Secciones
- La Tertulia: Varios periodistas comentaban la actualidad del corazón.

- El Cara a Cara: Dos contertulios con opiniones opuestas debatían sobre temas que se comentan en la calle.

- Gastronomía: Cada día se mostraba un reportaje sobre gastronomía y se mostraba cómo hacer diferentes platos con un cocinero en directo.

- Turismo: El programa mostraba rincones de España.

- La Entrevista: Cada día un personaje famoso acudía al plató para conceder una entrevista en directo.

- Humor: Cada día un humorista era invitado para animar el programa y hacer algún monólogo.

El programa también tenía actuaciones musicales de artistas invitados y un DJ que animaba el plató.

## Presentación
Durante su primera etapa, el programa estaba presentado de lunes a viernes por Pilar García Muñiz y José Ángel Leiras y en la edición de fin de semana, por María Avizanda y Alberto Herrera. El resto de trabajadores del espacio procedían de los formatos de actualidad de la cadena pública Gente y En familia. También estaban entre ellos los miembros del equipo de España Directo que formaban parte de la plantilla de TVE. Desde el 10 de septiembre de 2012 hasta el 17 de mayo de 2013, el programa fue presentado por Anne Igartiburu y Roi Groba.

## Emisión
- El programa se emitía, en su última etapa, de lunes a viernes de 19:30 a 21:00 horas a través de La 1 y estaba producido íntegramente por medios propios de Televisión Española.